# Evangelhos de Ada

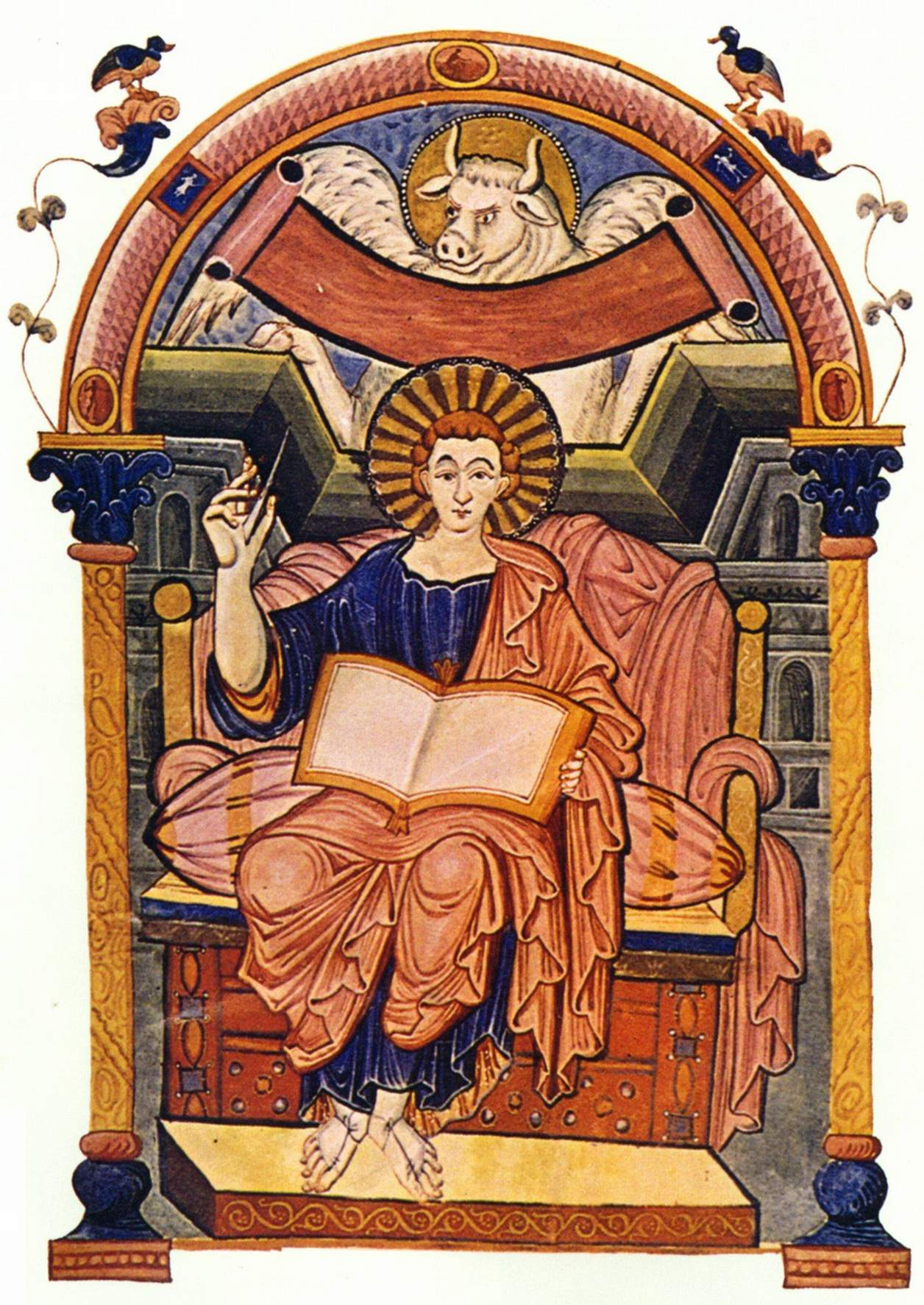
O fólio 85v dos Evangelhos de Ada contém o retrato evangelista de Lucas

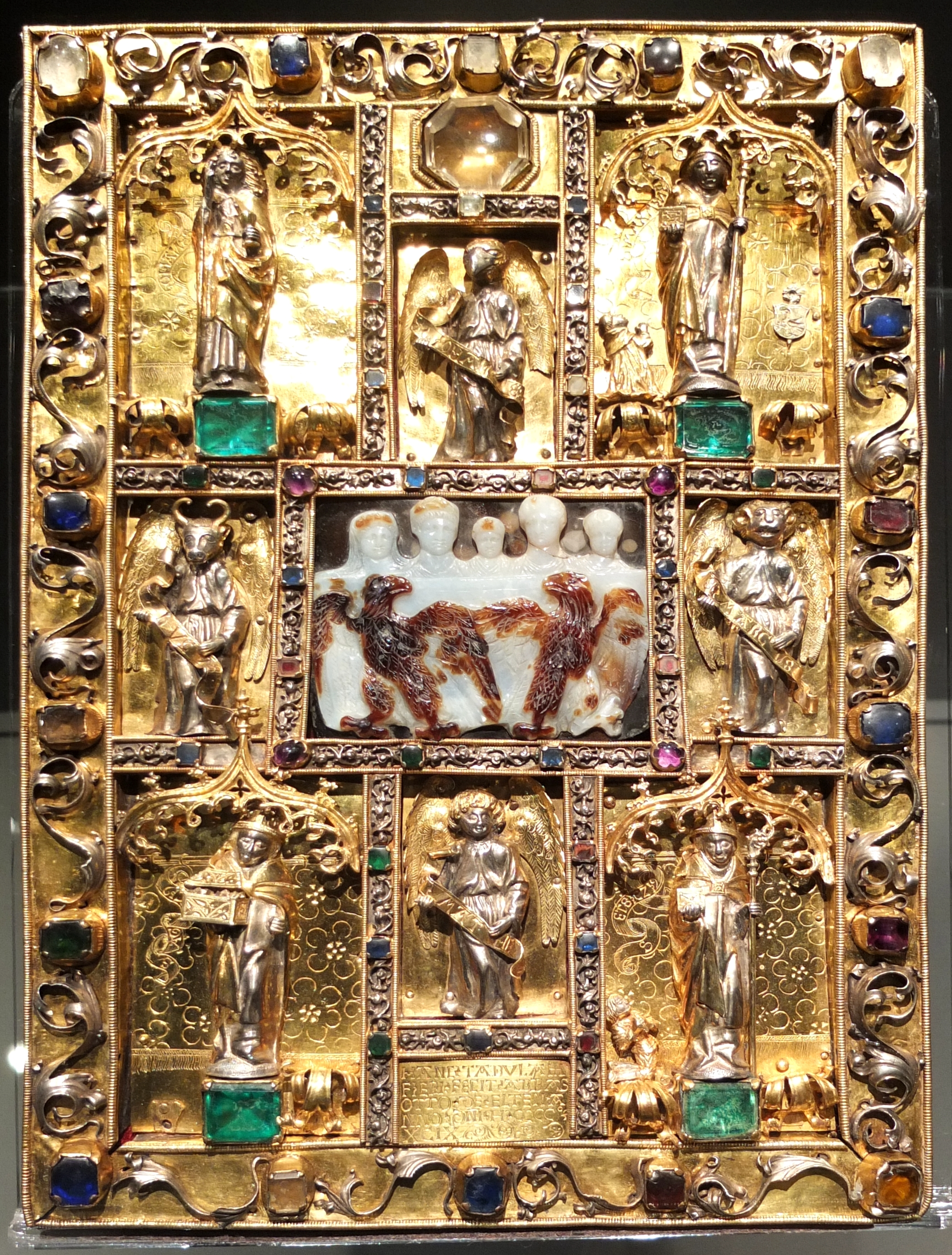
A encadernação de ouro 1499

Os Evangelhos de Ada (Trier, Stadtbibliothek, Codex 22) são um livro do evangelho carolíngio do final do século VIII ou início do século IX na Stadtbibliothek, Trier, Alemanha. O manuscrito contém uma dedicatória à irmã de Carlos Magno, Ada, de onde vem seu nome. O manuscrito foi escrito em pergaminho em minúsculo carolíngio. Ele mede 14,5 por 9,625 polegadas. Os Evangelhos de Ada fazem parte de um grupo de iluminações manuscritas por um círculo de scriptoria que representam o que os estudiosos modernos chamam de " Escola Ada ". Outros produtos da Escola Ada incluem os Evangelhos de Soissons, os Evangelhos de Ouro Harley, Evangelistário de Godescalco e os Evangelhos de Lorsch; dez manuscritos no total são geralmente reconhecidos.
O manuscrito está iluminado. Suas iluminações incluem uma página inicial elaborada para o Evangelho de Mateus e retratos de Mateus, Marcos e Lucas. As iluminações mostram influências insulares, italianas e bizantinas. Os retratos evangelistas mostram uma compreensão firme do estilo clássico típico do Renascimento carolíngio.

Em 1499, o códice recebeu uma rica encadernação esculpida em ouro que inclui o Late Antique Eagle Cameo exibindo a família do Imperador Constantino.